# Martyna Rzętała
Martyna Anna Rzętała – polska geograf, dr hab. nauk o Ziemi, profesor Uczelni Instytutu Nauk o Ziemi Wydziału Nauk Przyrodniczych Uniwersytetu Śląskiego w Katowicach.

## Życiorys
W 1996 uzyskała tytuł magistra za pracę pt. Procesy brzegowe w obrębie zbiornika Dzierżno Duże na Wydziale Nauk o Ziemi Uniwersytetu Śląskiego, 18 grudnia 2001 obroniła pracę doktorską Procesy brzegowe i osady denne wybranych zbiorników wodnych w warunkach zróżnicowanej antropopresji (na przykładzie Wyżyny Śląskiej i jej obrzeży), 22 listopada 2016 habilitowała się na podstawie dorobku naukowego i pracy zatytułowanej Geoekologiczne znaczenie występowania wybranych metali i metaloidów w osadach dennych zbiorników wodnych w warunkach zróżnicowanej antropopresji.
Objęła funkcję adiunkta w Instytucie Nauk o Ziemi na Wydziale Nauk Przyrodniczych Uniwersytetu Śląskiego w Katowicach.

## Publikacje
- 2004: Geomorphological processes in conditions of human impact – Lake Baikal, Southern part of the Angara valley, Silesian Upland[1]
- 2013: Accumulation of heavy metals in the bottom sediments of the Irkutsk Reservoir[1]
- 2015: Water storage possibilities in Lake Baikal and in reservoirs impounded by the dams of the Angara River cascade[1]
- 2015: The Development of Freshwater Deltas and Their Environmental and Economic Significance[1]
- 2017: Chemical composition of the surface layer of bottom sediments in the northern part of the Chott el Jerid periodic lake in Tunisia[1]